# لوئیس فردریک

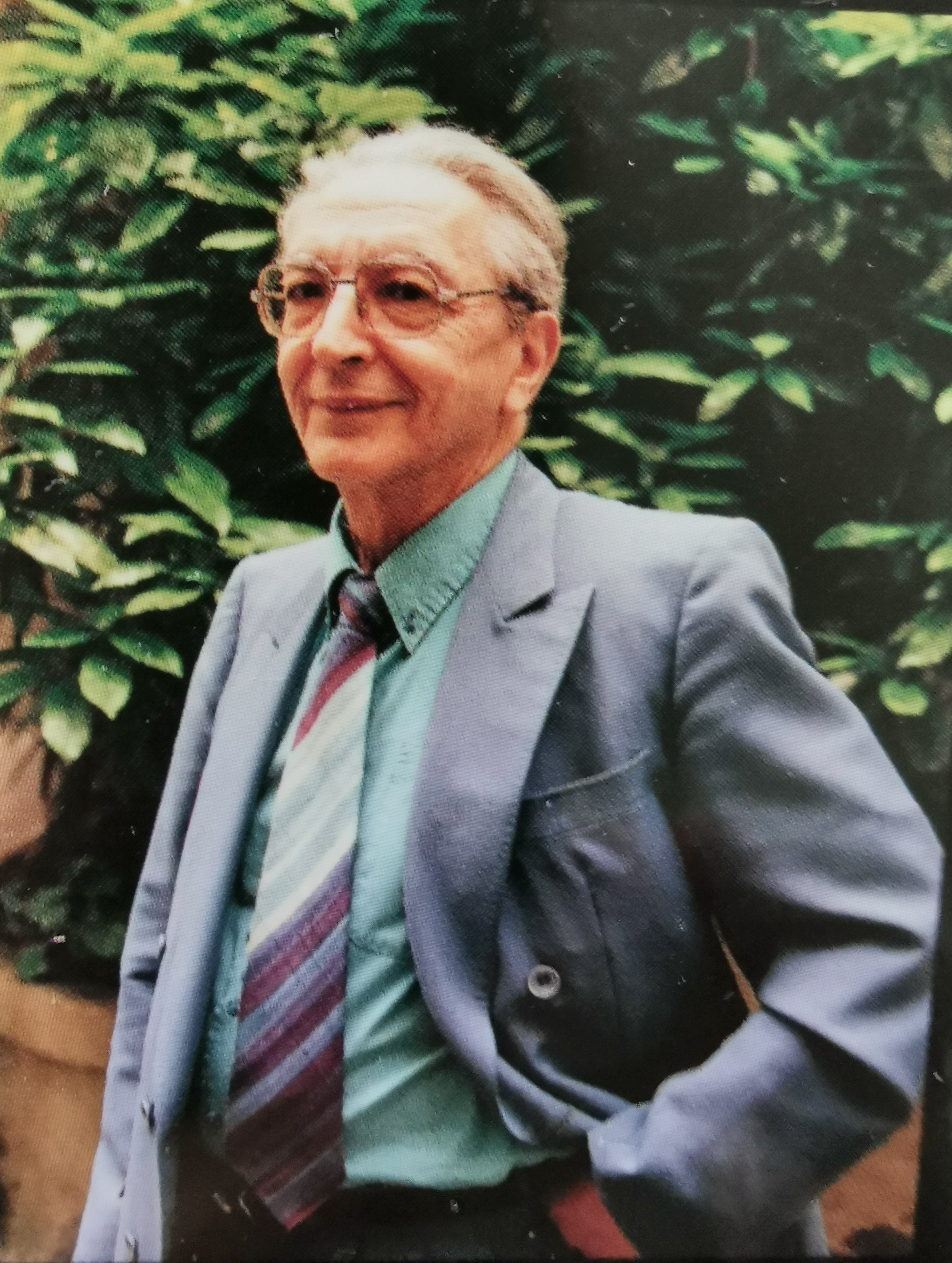
نگارهٔ لوئیس فردریک، محقق فرانسوی - ۱۹۹۵

لوئیس فردریک (به انگلیسی: Louis Frédéric) نویسنده، ویراستار، محقق فرانسوی در زمینه مطالعات تاریخ هنر بود. تخصص او در فرهنگ آسیا به ویژه هند و ژاپن بود.